# FK Šilas
FK Šilas war een Litouwse voetbalclub uit Kazlų Rūda.
De club werd in 1940 opgericht als Ąžuolas en speelde lang op regionaal niveau en kende meerdere naamswijzigingen. Na de Litouwse onafhankelijkheid begon de club in 1992 in de III Lyga waar het direct haar poule won. Tussen 1993 en 2005 speelde Šilas in de II Lyga. Na weer drie seizoenen in de III Lyga speelde de club in 2012 weer in de II Lyga en promoveerde gelijk naar de 1 Lyga. In 2016 werd Šilas kampioen in de 1 Lyga en promoveerde voor het eerst naar de A Lyga. De club trok zich echter voor het begin van het seizoen terug wegens financiële problemen en beschuldigingen van matchfixing. De club ging op het vierde niveau, in de LFF III Lyga poule Kauno, spelen.
2022 werd een deel van de Marijampolė City – sloot zich aan en verhuisde naar Marijampolė.

## Historische namen
- 1940 – Ąžuolas
- 1952 – Žalgiris
- 1969 – Šilas
- 1994 – Auredi
- 1996 – Šilas
- 2006 – Kvintencija-Šilas (FK Kvintencija Kaunas ging op in de club)
- 2008 – Aitas-MIA
- 2009 – FK Kazlų Rūda
- 2011 – Šilas

## Seizoen na seizoen
| Seizoen | Niveau | Liga                | Plaats | Webplaats | Opmerkingen                           |
| ------- | ------ | ------------------- | ------ | --------- | ------------------------------------- |
| 2012    | 3.     | Antra lyga (Pietūs) | 4.     |           | promoveerde                           |
| 2013    | 2.     | Pirma lyga          | 4.     | [ 2 ]     |                                       |
| 2014    | 2.     | Pirma lyga          | 5.     | [ 3 ]     |                                       |
| 2015    | 2.     | Pirma lyga          | 4.     | [ 4 ]     |                                       |
| 2016    | 2.     | Pirma lyga          | 1.     | [ 5 ]     | degradeerde                           |
| 2017    | 3.     | Antra lyga (Pietūs) | 10.    |           |                                       |
| 2018    | 3.     | Antra lyga (Pietūs) | 2.     |           |                                       |
| 2019    | 3.     | Antra lyga (Pietūs) | 2.     |           |                                       |
| 2020    | 3.     | Antra lyga (Pietūs) | 1.     |           | promoveerde                           |
| 2021    | 2.     | Pirma lyga          | 3.     | [ 6 ]     |                                       |
| 2022    | 2.     | Pirma lyga          | x.     | [ 7 ]     | werd een deel van de Marijampolė City |

## Bekende (ex-)spelers
- Ričardas Beniušis